# Andreas Hykade

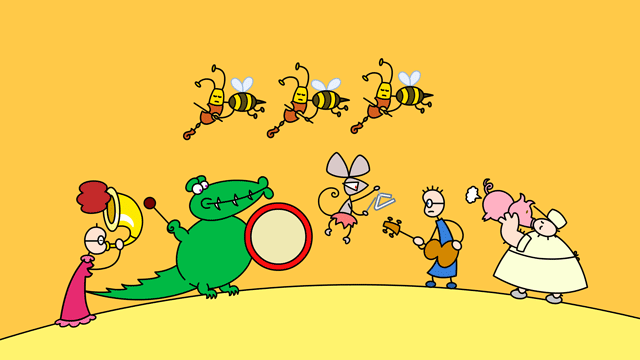
Tom i la llesca de pa amb melmelada de maduixa i mel

Andreas Hykade (nascut el 1968 a Altötting, Baviera) és un animador, dibuixant i actor de veu alemany. Abans d'estudiar a l'Acadèmia de Belles Arts de Stuttgart de 1988 a 1990, va assistir al König-Karlmann-Gymnasium Altötting. Va treballar com a animador a Londres el 1991, després va estudiar animació a la Filmakademie Baden-Württemberg fins al 1995. Des de llavors treballa com a director d'animació, en part a "Studio Filmbilder" a Stuttgart, i com a professor d'animació a la Filmakademie Baden-Württemberg.
L'estil de marca d'Hykade es basa en personatges molt senzills que es mouen amb una animació suau. De vegades, com en els dos vídeos musicals de Gigi D'Agostino, només hi ha una línia sobre un color pla, com el personatge clàssic La Linea. d'Osvaldo Cavandoli (a qui són un amorós homenatge). Sovint, els seus personatges presenten traços senzills com a braços i cames, en aquest Hykade és similar al dibuixant de còmic alemany OL, o el Diari del Greg de Jeff Kinney.
"We Lived in Grass" (1995) és una pel·lícula d'estudiants i la primera part d'Hykade de The Country Trilogy. El plató de la pel·lícula és un lloc a només dos carrers de la fi del món. La pel·lícula està explicada des del punt de vista d'un nen petit. "Totes les dones són putes i tots els homes són soldats", diu el pare del nen. "Així que ves a Grass i mata un tigre per obtenir les millors pits que puguis trobar". Quan el pare té càncer de testicles, comença un viatge a Grass per al jove heroi. We Lived in Grass va guanyar nombrosos premis, inclòs el curtmetratge alemany Price.
"Ring of Fire" (2000) és la segona part de The Country Trilogy. Està ambientat en un basar brillant de desitjos sexuals. La pel·lícula descriu un Macomit arcaic i el desig de dos vaquers de trencar amb aquest mite. "Ring of Fire" va guanyar innombrables premis, inclòs el Grand Prix al Festival d'Animació d'Ottawa. També va guanyar el premi al millor curtmetratge d'animació al XXXIII Festival Internacional de Cinema Fantàstic de Catalunya.
El 1995, Hykade, juntament amb Gil Alkabetz i Film Bilder, van rebre l'encàrrec de fer una sèrie d'identificacions de xarxa i anuncis publicitaris per a Nickelodeon Regne Unit.
"The Runt" (2006) és la tercera i última part d'Hykade de The Country Trilogy. Torna el pare mort de "We Lived in Grass". "T'ho dono", diu. "Però te'n cuides i el mates l'any que ve". Amb "The Runt", Hykade va acabar el que ell anomena el seu primer treball.
Des del 2008, Hykade imparteix classes d'animació a la Universitat Harvard. El 2019, va ser convidat a unir-se a l'Acadèmia d'Arts i Ciències Cinematogràfiques.

## Filmografia
- "The King is Dead" (1990)
- "We Lived in Grass" (1995)
- "Zehn kleine Jägermeister" (1996, music video for German band Die Toten Hosen)
- "The Riddle" (1999, vídeo musical de DJ Gigi D'Agostino)
- "Bla Bla Bla" (1999, vídeo musical de DJ Gigi D'Agostino)
- "Ring of Fire" (2000)
- "Time" (2002, minisèrie)
- "Tom und das Erdbeermarmeladebrot mit Honig 1-13" (2003-2016 sèrie de teelvisió)
- "Walkampf" (2004, vídeo musical de Die Toten Hosen)
- "The Runt" (2005)
- "Rocket Boy and Toro" (sèrie de televisió 2008-2009, va servir com a dissenyador de personatges principal, però va romandre sense acreditar)
- "Love & Theft" (2010)
- "Nuggets" (2015)
- "Myself" (2015)
- "Altötting" (2020, Co-producció amb el National Film Board of Canada i Ciclope Filmes.)